# Kojgorodok
Kojgorodok (oroszul: Койгородок, komi nyelven Койгорт)) falu Oroszországban, Komiföldön, a Kojgorodoki járás székhelye. Komi nyelven jelentése: 'város, kis város a Koj folyónál'.
Lakossága: 2940 fő (a 2010. évi népszámláláskor).

## Fekvése
Komiföld délnyugati részén, Sziktivkartól 192 km-re délre, a Sziszola jobb partján fekszik, a Koj (Koju) folyó torkolatával szemben.
A Sziszola völgyében Vizingába vezető közúttal kapcsolódik a P-176 (magyarul R-176) jelű főúthoz és azon át Sziktivkarhoz.
Az 1959–2004 között mért adatok szerint a levegő évi középhőmérséklete: 1 °C. A januári középhőmérséklet –15,4 °C, a júliusi 17,2 °C. Az 1959–2006 között mért legalacsonyabb hőmérséklet –51,4 °C (1978. december), a legmagasabb 34,7 °C (1985. július).

## Története
Már 1579-ben említi írott forrás, 1586-ban Kolgort, 1608-ban Kolgorod néven említik. A 18. században nagy kiterjedésű voloszty (közigazgatási egység) központja volt. 
1956-ban két környékbeli falut, majd az 1970-es években újabb közeli falut csatoltak Kojgorodokhoz. 1989-ben a lakosság 72%-a komi, 21%-a orosz nemzetiségűnek vallotta magát.

## Népesség
- 2002-ben 3 072 lakosa volt, melynek 61%-a komi és 33%-a orosz.
- 2010-ben 2 940 lakosa volt.